# 管茎雪兔子
管茎雪兔子（学名：Saussurea fistulosa）是菊科风毛菊属的植物，为中国的特有植物。分布在中国大陆的云南等地，生长于海拔3,400米的地区，目前尚未由人工引种栽培。